# Léo Duarte
Leonardo Campos Duarte da Silva (Mococa, São Paulo, Brasil, 17 de julio de 1996) es un futbolista brasileño que juega como defensa en el Estambul Başakşehir F. K. de la Superliga de Turquía.

## Trayectoria

### Flamengo
Duarte pasó por las inferiores del Desportivo Brasil y del Flamengo, donde logró varios títulos a nivel juvenil como la Copa São Paulo de Futebol Júnior de 2016, torneo en el cual fue capitán del equipo. Tras sus buenas actuaciones, fue invitado a entrenar con el primer equipo, junto a jugadores como Felipe Vizeu y Ronaldo.
Eventualmente, el 5 de marzo de 2016 debutó profesionalmente jugando de titular en el triunfo por 3-1 sobre Bangu por el Campeonato Carioca 2016, en un encuentro en el cual Flamengo alineó a varios reservistas y jóvenes promesas. Fue titular en los siete primeros partidos de la liga brasileña de ese año, sumando sus primeros encuentros con el equipo. Tuvo poca actividad en 2016 y 2017, sin embargo en la temporada 2018 se adueñó del puesto de titular en el eje central de la defensa. El 22 de agosto de ese mismo año, Duarte extendió su contrato con Flamengo hasta diciembre de 2022. Ocho días después anotó el primer gol de su carrera y con el club en el triunfo por 1-0 sobre Cruzeiro por los octavos de final de la Copa Libertadores 2018, aunque no fue suficiente para permitir a Flamengo avanzar a la siguiente etapa por haber perdido 2-0 en la ida.

### Milan
El 27 de julio de 2019, la prensa deportiva de Brasil anunció el acuerdo por Duarte entre Flamengo y el A. C. Milan de Italia por 10 millones de euros, con un posible aumento de un millón más. El 7 de agosto, Léo fue anunciado de forma oficial por el Milan bajo un contrato de cinco años.
El 29 de septiembre de ese año hizo su debut oficial en la derrota por 3-1 ante la A. C. F. Fiorentina en liga, tras sustituir en el minuto 58 a Krzysztof Piątek.
El 11 de enero de 2021 fue cedido al Estambul Başakşehir F. K. por un año y medio, guardándose el equipo turco una opción de compra una vez finalizado el préstamo.

## Clubes y estadísticas
Actualizado el 1 de agosto de 2020.
| C. R. Flamengo · Brasil | 2016             | 1.ª              | 7  | 0 | 2  | 0 | 0  | 0 | 9  | 0 |
| C. R. Flamengo · Brasil | 2017             | 1.ª              | 2  | 0 | 2  | 0 | 0  | 0 | 4  | 0 |
| C. R. Flamengo · Brasil | 2018             | 1.ª              | 33 | 1 | 12 | 0 | 4  | 1 | 49 | 2 |
| C. R. Flamengo · Brasil | 2019             | 1.ª              | 7  | 0 | 14 | 0 | 7  | 0 | 28 | 0 |
| C. R. Flamengo · Brasil | Total club       | Total club       | 49 | 1 | 30 | 0 | 11 | 1 | 90 | 2 |
| A. C. Milan · Italia | 2019-20          | 1ª               | 6  | 0 | 0  | 0 | —  | — | 6  | 0 |
| A. C. Milan · Italia | Total club       | Total club       | 6  | 0 | 0  | 0 | 0  | 0 | 6  | 0 |
| Total en carrera | Total en carrera | Total en carrera | 55 | 1 | 30 | 0 | 11 | 1 | 96 | 2 |
| (1)Incluye datos del Campeonato Carioca (2016, 2017, 2018 y 2019) y la Copa de Brasil (2016, 2018 y 2019). (2)Incluye datos de la Copa Libertadores de América (2018 y 2019). |                  |                  |    |   |    |   |    |   |    |   |

## Palmarés

### Títulos regionales
| Título             | Club           | Estado         | Año  |
| ------------------ | -------------- | -------------- | ---- |
| Campeonato Carioca | C. R. Flamengo | Río de Janeiro | 2017 |
| Taça Guanabara     | C. R. Flamengo | Río de Janeiro | 2018 |
| Taça Río           | C. R. Flamengo | Río de Janeiro | 2019 |
| Campeonato Carioca | C. R. Flamengo | Río de Janeiro | 2019 |